# Wzór prostokątów
Wzór prostokątów – metoda pozwalająca przy użyciu pojęcia całki Riemanna obliczyć sumę pól obszarów pod wykresem krzywej w wybranym przedziale całkowania {\displaystyle <x_{a},x_{b}>.} Przy pomocy sumy pól prostokątów można tę sumę przybliżyć.
Zgodnie z tą metodą należy wykonać kolejno:
- Przedział całkowania {\displaystyle <x_{a},x_{b}>} dzielimy punktami {\displaystyle x_{i}} na {\displaystyle n} równych części. Im większe jest {\displaystyle n} tym przybliżenie staje się dokładniejsze.

dla {\displaystyle i=1,2\dots ,n} mamy następujący wzór:
{\displaystyle x_{i}=x_{a}+{\frac {i}{n}}(x_{b}-x_{a}).}
- Obliczamy odległość między kolejnymi punktami podziału. Odległość ta będzie jednocześnie długością podstawy prostokąta.

{\displaystyle dx={\frac {x_{b}-x_{a}}{n}}}
- Obliczamy wartości funkcji w każdym punkcie podziału:

{\displaystyle f_{i}=f(x_{i})} dla {\displaystyle i=1,2\dots ,n.}
- Obliczamy sumę iloczynów wyznaczonych funkcji przez odległość {\displaystyle dx}

{\displaystyle S=f_{1}dx+f_{2}dx+\ldots +f_{n}dx}
Wyciągamy wspólny czynnik przed nawias:
{\displaystyle S=dx(f_{1}+f_{2}+\ldots f_{n})}
Otrzymana suma jest wartością przybliżoną całki oznaczonej w przedziale całkowania {\displaystyle <x_{a},x_{b}>.} Zatem otrzymujemy następujący wzór:
{\displaystyle {\int \limits _{a}^{b}\,f(x)dx}\ \ {\approx }\ \ {\frac {x_{b}-x_{a}}{n}}\cdot {\sum \limits _{i=1}^{n}}{f(x_{a}+i{\frac {x_{b}-x_{a}}{n}})}.}

## Błąd
Dla funkcji różniczkowalnej {\displaystyle f} błąd aproksymacji w przedziale {\displaystyle (a,a+\Delta )} wynosi:
{\displaystyle E_{i}\leqslant {\frac {\Delta ^{2}}{2}}\,f'(\xi )}
dla pewnego {\displaystyle \xi \in (a,a+\Delta ),} {\displaystyle n=1,2,3,\dots ,n.}
Zsumowanie tych błędów dla {\displaystyle n} przedziałów daje
{\displaystyle E\leqslant {\frac {n\Delta ^{2}}{2}}f'(\xi )}
Ponieważ {\displaystyle n\cdot \Delta =b-a,} więc
{\displaystyle E\leqslant {\frac {(b-a)\Delta }{2}}f'(\xi )}
dla pewnego {\displaystyle \xi \in (a,b).}